# 缪道期
缪道期（1936年7月—2025年5月14日），男，江苏靖江人，中国计算机安全领域专家，曾任公安部计算机局（公安部十一局）总工程师。二级警监警衔。

## 生平
1953年考入清华大学电机系电机专业，1956年转自动学专业。1957年在中国科学院计算机第二届训练班学习，参与中华人民共和国第一台、第二台电子计算机研制。1960年调至北京华北计算技术研究所工作。1979年调入公安部，参与计算机安全工作，曾任公安部计算机局第一任总工程师。1992年被国务院授予二级警监警衔。2025年5月14日在北京市逝世。遗体已于5月18日在北京市八宝山殡仪馆火化。

## 社会兼职
- 中国计算机学会第五、六届理事会理事（1992年—2000年）[4]
- 中国计算机学会计算机安全专业委员会首任主任
- 国际计算机安全技术委员会首任中国委员
- 中国人民银行总行安全顾问
- 中国航天科工集团安全顾问
- 北京市人民政府安全顾问